# Renan Ribeiro
Renan Ribeiro (Ribeirão Preto, 23 de marzo de 1990) es un futbolista brasileño que juega como guardameta en el C. F. Estrela da Amadora de la Primeira Liga.

## Trayectoria
Debutó con el Atlético Mineiro en un partido contra Grêmio, el 26 de septiembre de 2010. Su desempeño lo convirtió en la primera opción del entrenador del Atlético Mineiro, Dorival Junior. En mayo de 2013, Ribeiro firmó un precontrato con el São Paulo y fue presentado como jugador en junio. 
En enero de 2018, Ribeiro se unió al club portugués Estoril de la Primeira Liga en una transferencia libre. El 2 de agosto de 2018, fue enviado con un préstamo de un año al Sporting de Lisboa.

## Clubes
| Club                     | País           | Año       |
| ------------------------ | -------------- | --------- |
| Atlético Mineiro         | Brasil         | 2010-2013 |
| São Paulo F. C.          | Brasil         | 2013-2017 |
| G. D. Estoril Praia      | Portugal       | 2017-2018 |
| Sporting de Lisboa       | Portugal       | 2018-2022 |
| Al-Ahli Saudi F. C.      | Arabia Saudita | 2022      |
| Hartford Athletic        | Estados Unidos | 2024      |
| C. F. Estrela da Amadora | Portugal       | 2025-     |

## Palmarés

### Campeonatos regionales
| Título             | Club             | Estado       | Año  |
| ------------------ | ---------------- | ------------ | ---- |
| Campeonato Mineiro | Atlético Mineiro | Minas Gerais | 2010 |
| Campeonato Mineiro | Atlético Mineiro | Minas Gerais | 2012 |

### Campeonatos nacionales
| Título                      | Club               | País     | Año     |
| --------------------------- | ------------------ | -------- | ------- |
| Copa de la Liga de Portugal | Sporting de Lisboa | Portugal | 2018-19 |
| Copa de Portugal            | Sporting de Lisboa | Portugal | 2018-19 |
| Primeira Liga               | Sporting de Lisboa | Portugal | 2020-21 |